# Tullner Straße
Die Tullner Straße B19 ist eine Landesstraße B in Niederösterreich und ehemalige Bundesstraße.

## Verlauf
Sie führt von Altlengbach bzw. St. Christophen über Tulln an der Donau und die Rosenbrücke, nördlich der Donau, nach Göllersdorf.
Auf dem Streckenabschnitt zwischen St. Christophen und Tulln stellte die B19 bis 2010 eine Transitroute zwischen der West Autobahn (A1) und der Stockerauer Schnellstraße (S5) dar. Mit Eröffnung der Donaubrücke Traismauer im November 2010 traten auf der Wiener Straße (B1), Tullner Straße (B19) und Traismaurer Straße (B43) Durchfahrverbote für Lastkraftwagen über 3,5 Tonnen in Kraft, um den Transitverkehr durch die Orte zu unterbinden und Mautflüchtlingen vorzubeugen.

### Zweigstrecke
Die Zweigstrecke B19a führt von der B19 nördlich der Donau über die Tullner Donaubrücke in das Stadtzentrum von Tulln.

## Geschichte
Die Hainfeld-Göllersdorfer Straße gehörte ab dem 1. Jänner 1951 zum Netz der Bundesstraßen in Österreich. 2002 erfolgte die Übertragung in die Landesverwaltung. Der Abschnitt Altlengbach – Hainfeld heißt nunmehr L 119.